# Констал 112Н
Konstal 112N је прототип зглобног трамваја из фабрике Констал. Ово је први нископодни трамвај произведен у Пољској.

## Историја
1989. године је немачки трамвај GT6N је био први 100% нископодни трамвај на свету. Затим су произвођачи у Европи започели развијати своје нископодне трамваје, па је тако и Констал развио своје нископодне трамваје.

## Конструкција
Тип 112N је дводелни, једносмерни трамвај са 24% нископодности у другом делу, крај трећих врата. Трамвај има четвера двокрилна врата, наспрам типа 105N има панорамске прозоре. У трамвају се налазе 6 мотора који хладе вентилаторима. Трамвај има тапациране столице.
Конструкција типа 112N је слична каснијем типа 114Na.

## Набавке трамваја
| Држава | Град    | Тип  | Године продаје | Испоручено трамваја | Гаражни бројеви | Измене | Извори |
| ------ | ------- | ---- | -------------- | ------------------- | --------------- | ------ | ------ |
| Пољска | Варшава | 112N | 1995.          | 1                   | 3001            |        | [ 1 ]  |